# Steffen Martus

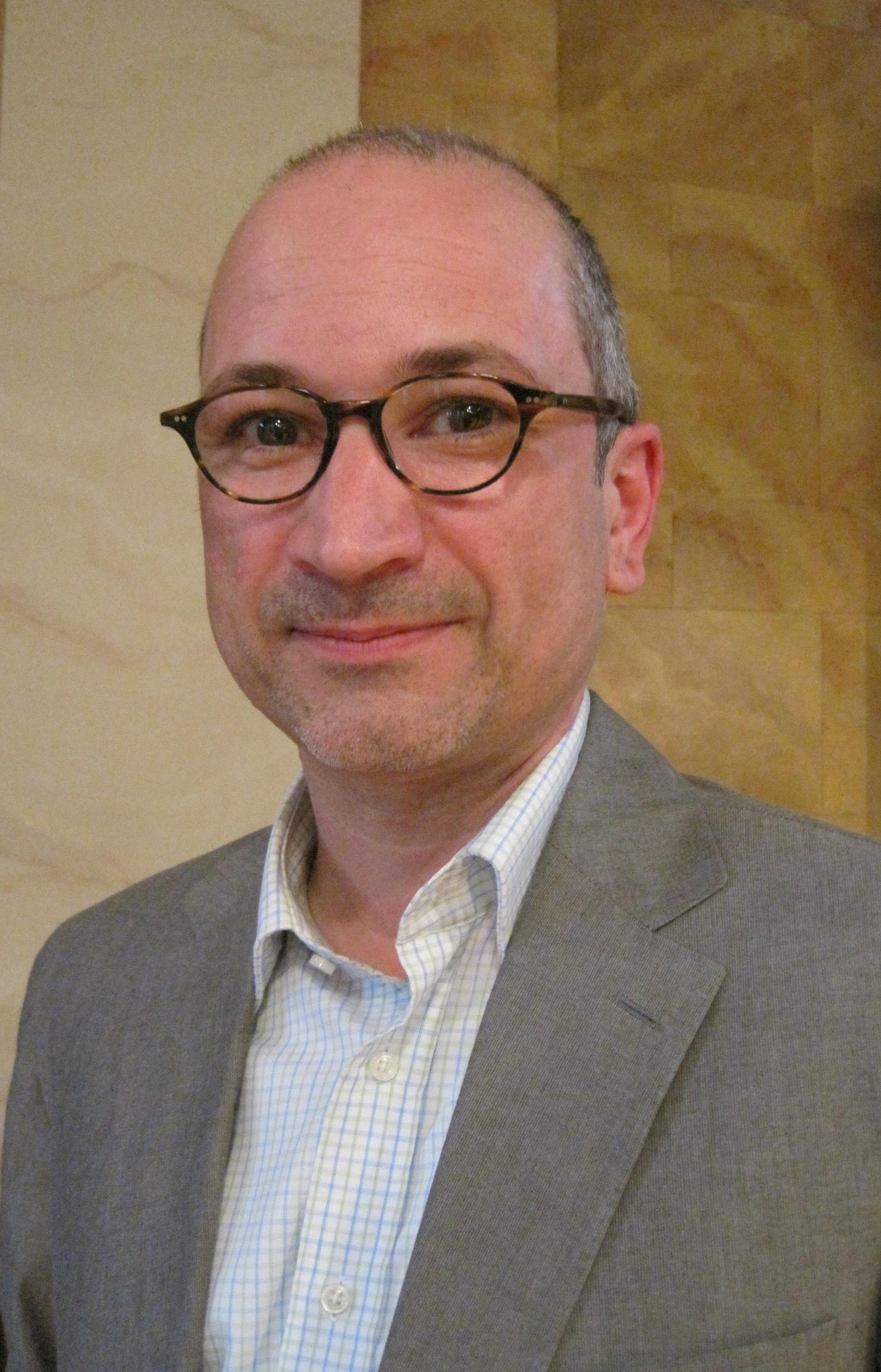
Steffen Martus (2013)

Steffen Martus (* 1968 in Karlsruhe) ist ein deutscher Literaturwissenschaftler und Professor für Neuere deutsche Literatur an der Humboldt-Universität zu Berlin.

## Leben
Steffen Martus studierte von 1989 bis 1994 Deutsche Philologie, Sozialkunde, Philosophie und Soziologie an der Universität Regensburg. 1998 wurde er an der Humboldt-Universität zu Berlin promoviert, war dort anschließend Postdoc am DFG-Graduiertenkolleg Codierung von Gewalt im medialen Wandel und wissenschaftlicher Mitarbeiter am Institut für deutsche Literatur. 2002 war Martus an der Humboldt-Universität zu Berlin erster Inhaber der Juniorprofessur für Neuere deutsche Literatur am Institut für deutsche Literatur (Nachfolge 2007 Andrea Polaschegg), 2006 erhielt er noch vor seiner Habilitation einen Ruf an die Friedrich-Alexander-Universität Erlangen-Nürnberg als Professor für Neuere deutsche Literaturwissenschaft. Im April 2007 übernahm er in der Nachfolge Heinrich Deterings den Lehrstuhl für Neuere deutsche Literatur/Literaturwissenschaft an der Christian-Albrechts-Universität zu Kiel. Seit dem Sommersemester 2010 ist er Gründungsinhaber eines neu eingerichteten Lehrstuhls für Neuere deutsche Literatur (18. Jahrhundert bis zur Gegenwart) an der Humboldt-Universität zu Berlin.
Seine Forschungsschwerpunkte umfassen die deutsche Literatur des 17. Jahrhunderts bis zur Gegenwart, Verschränkungen von Literatur und Wissenschaftsgeschichte, Fragen der Literaturtheorie (insbesondere Autor- und Werktheorien) sowie die Praxeologie der Geistes- und Kulturwissenschaften.
Steffen Martus schreibt seit 1997 als Literaturkritiker für Die Zeit, die Süddeutsche Zeitung und Berliner Zeitung. Seine im Jahr 2009 erschienene Biographie der Brüder Grimm war in der Kategorie „Sachbuch und Essayistik“ für den Preis der Leipziger Buchmesse 2010 nominiert. Sie schildere die Lebensgeschichte der Grimm-Brüder „mit hoher Präzision und großer Lesbarkeit“ und besteche „durch ihren schwelgerischen Reichtum der Details“, lobte Hans-Albrecht Koch.
Steffen Martus ist Mitherausgeber von IASLonline, Redaktionsmitglied von Text + Kritik und (Beirats-)Mitglied des Humanities-Network for German Literature and Philology (bzw. H-Germanistik – Netzwerk für literaturwissenschaftlichen Wissenstransfer) sowie der Forschungsstelle Historische Epistemologie und Hermeneutik Berlin.

## Auszeichnungen
- Humboldt-Preis der Humboldt-Universität Berlin 1998 für die Promotionsarbeit
- Gottfried-Wilhelm-Leibniz-Preis 2015

## Veröffentlichungen
Monografien
- mit Carlos Spoerhase: Geistesarbeit. Eine Praxeologie der Geisteswissenschaften, Suhrkamp, Berlin 2022, ISBN 978-3-518-29979-1.[2]
- Aufklärung. Das deutsche 18. Jahrhundert. Ein Epochenbild. rowohlt, Berlin 2015, ISBN 978-3-871-34716-0.
- Die Brüder Grimm. Eine Biographie. rowohlt, Berlin 2009, ISBN 978-3-87134-568-5. 2. und 3. Auflage 2010.
- Werkpolitik. Zur Literaturgeschichte kritischer Kommunikation vom 17. bis ins 20. Jahrhundert mit Studien zu Klopstock, Tieck, Goethe und George. Walter de Gruyter, Berlin 2007, ISBN 978-3-11-019271-1.
- Ernst Jünger. Metzler, Stuttgart 2001, ISBN 3-476-10333-1.
- Friedrich von Hagedorn. Konstellationen der Aufklärung. Walter de Gruyter, Berlin 1999, ISBN 3-11-016623-2.

Herausgeberschaft
- als Hrsg. mit Annika Hildebrandt und Charlotte Kurbjuhn: Topographien der Antike in der literarischen Aufklärung, Peter Lang, Bern 2016, ISBN  978-3-0343-2116-7.
- als Hrsg. mit Wilhelm Kühlmann u. a.: Killy Literatur Lexikon. Autoren und Werke des deutschsprachigen Kulturraums. 13 Bände, Walter de Gruyter, Berlin/New York 2008–2011.
- als Hrsg. mit Andrea Polaschegg: Das Buch der Bücher – gelesen. Peter Lang, Bern 2006, ISBN 3-03910-839-5.
- als Hrsg. mit Claudia Benthien: Die Kunst der Aufrichtigkeit im 17. Jahrhundert. Niemeyer, Tübingen 2006, ISBN 978-3-484-36614-5.
- als Hrsg. mit Stefan Scherer und Claudia Stockinger: Lyrik im 19. Jahrhundert. Peter Lang, Bern 2005, ISBN 3-03910-429-2.
- als Hrsg. mit Marina Münkler und Werner Röcke: Schlachtfelder. Zur Codierung von Gewalt im medialen Wandel. Akademie Verlag, Berlin 2003, ISBN 978-3-05-003587-1.